# 河口瑶族乡
河口瑶族乡是中华人民共和国广西壮族自治区桂林市资源县下辖的一个民族乡。

## 行政区划
河口瑶族乡下辖以下村级行政区划单位：
高山村、立才坪村、大湾村、猴背村和葱坪村。